# Saint-Priest-des-Champs
 Saint-Priest-des-Champs  là một xã ở tỉnh Puy-de-Dôme trong vùng Auvergne-Rhône-Alpes, Pháp. Xã này có diện tích 45,09 km², dân số năm 2006 là 713 người. Khu vực này có độ cao trung bình 650 mét trên mực nước biển.